# Ceratina eburneopicta
Ceratina eburneopicta är en biart som beskrevs av Cockerell 1911. Ceratina eburneopicta ingår i släktet märgbin, och familjen långtungebin. Inga underarter finns listade i Catalogue of Life.